# Nadia Bertrand
Nadia Bertrand is een Belgisch voormalig jiujitsuka.

## Levensloop
Bertrand behaalde brons in de 'gewichtsklasse –62 kg' op de wereldkampioenschappen van 2002 in het Uruguayaans Punta del Este. Tevens nam ze deel aan de Wereldspelen van 2005 & 2009.
Bertrand is afkomstig uit Pepinster en was van beroep verpleegster. Momenteel is ze secretaris-generaal van de Fédération Francophone de Ju-Jitsu (FFJJ) en vice-president van de Association Interfédérale du Sport Francophone (AISF).